# Hansa-Brandenburg
Hansa und Brandenburgische Flugzeugwerke (známější pod názvem Hansa-Brandenburg) byl německý letecký výrobce působící v době první světové války. Vznikl v květnu 1914, když Camillo Castiglioni zakoupil společnost Brandenburgische Flugzeugwerke, jejíž výrobu přesunul z Liebau do města Brandenburg an der Havel. Hlavním konstruktérem zůstal Ernst Heinkel. Do podzimu 1915 se firma stala největším leteckým výrobcem v Německu, s kapitálem 1 500 000 marek, tisíci zaměstnanci a dvěma dalšími továrnami, jedné v berlínské čtvrti Rummelsburg a druhé ve Wandsbeku u Hamburku. 
Ačkoliv výroba probíhala v Německu, Castiglioni pocházel z Rakouska-Uherska a řada vojenských letounů firmy byla vyráběna pro k.u.k. Luftfahrtruppen. Stala se také známou svou úspěšnou sérií plovákových stíhacích a průzkumných letounů užívaných německou Kaiserliche Marine.
Po válce se firma v souladu s ustanovením Versailleské smlouvy výrobě letadel věnovat nemohla a v roce 1919 ukončila výrobu. Existovala však do roku 1925,[zdroj⁠?!] správní rada tvořená Castiglionim a Heinkelem inkasovala výnosy z licencí k patentům. Mnohé konstrukce firmy byly nadále vyráběny v jiných zemích, zejména Finsku a Norsku. Československé letectvo ve větším počtu užívalo typy Hansa-Brandenburg B.I a C.I, jejichž upravené kopie byly v Československu také vyráběny jako Aero Ae-10, A-14/15, A-26 a Letov Š-10.

## Letadla
- Hansa-Brandenburg B.I
- Hansa-Brandenburg C.I
- Hansa-Brandenburg CC
- Hansa-Brandenburg D.I
- Hansa-Brandenburg G.I
- Hansa-Brandenburg GW
- Hansa-Brandenburg KDW
- Hansa-Brandenburg W
- Hansa-Brandenburg W.11
- Hansa-Brandenburg W.12
- Hansa-Brandenburg W.13
- Hansa-Brandenburg W.19
- Hansa-Brandenburg W.20
- Hansa-Brandenburg W.27
- Hansa-Brandenburg W.29
- Hansa-Brandenburg W.33